# Port Adelaide Football Club
Port Adelaide Football Club to klub futbolu australijskiego występujący w ogólnokrajowej lidze AFL. Klub noszący przydomek „the Power” („Siła”) został założony w 1870 roku jako drużyna o znaczeniu regionalnym (stanowym). W 1997 roku klub przystąpił do ogólnokrajowej ligi AFL.
Klub rozgrywa swoje mecze na AAMI Stadium w Adelaide, mogącym pomieścić 51,515 widzów.

## Powstanie klubu
Port Adelaide Football Club został założony 13 maja 1870 roku. Siedem lat później, zespół wraz z siedmioma innymi lokalnymi klubami brał udział w formowaniu pierwszej organizacji futbolowej w Australii Południowej.

## Dominacja w Australii Południowej
Do 1996 roku zespół zdobył 34 razy mistrzostwo stanu, co przełożyło się na ogromną popularność wśród kibiców. Dominacja Port Adelaide FC była tak wielka, że po 1982 roku (pierwszy rok formowania się rozgrywek ogólnokrajowych) klub kilkakrotnie starał się o przyjęcie do nowej ligi. Starania te podejmował pomimo sprzeciwu związku stanowego (SANFL).

## Spór o nowy klub w AFL
Gdy SANFL ostatecznie zgodził się na wprowadzenie swojej drużyny do ligi AFL, zaczęto debatować kto do niej przystąpi. SANFL chciał aby do AFL przystąpił całkowicie nowy klub, który byłby reprezentantem całego stanu i ligi stanowej. Z przyczyn oczywistych Port Adelaide FC nie chciał przystać na taką propozycję, co skończyło się wojną ze stanową centralą. Ostatecznie „zielone światło” udzielono SANFL (AFL nie chciała wchodzić w konflikt z organizacją słynącą z separatyzmu) i utworzono Adelaide FC.
Po tych sporach, Port Adelaide FC zaczął być negatywnie odbierany przez większość klubów stanowych. Wielu wpływowych działaczy żądało wręcz wykluczenia klubu z rozgrywek stanowych, co się jednak nie stało (SANFL widząc olbrzymią popularność klubu do tego nie mógł dopuścić).

## Wstąpienie do AFL
W połowie lat 90. XX wieku, kluby AFL: Brisbane FC i Fitzroy FC uzgodniły warunki fuzji, przez co zwolniło się miejsce dla jednego klubu. Port Adelaide FC stał się głównym kandydatem, i w ostateczności otrzymał koncesję na grę w tej lidze.
Zespół zadebiutował w AFL w 1997 roku.

## The Power
Od początku XX wieku, zespół nosił przydomek „Magpies” (dosłownie „Sroki”, chodzi o dzierzbowrony, ang. Australian magpie), co związane było z noszeniem koszulek w białe i czarne pionowe pasy. Po przystąpieniu do AFL, zespół musiał zmienić barwy i przydomek, ponieważ były one zarezerwowane przez Collingwood FC.
Klub przybrał przydomek „The Power” („Siła”), co miało odnosić się do silnego przywiązania kibiców do klubu. Oficjalnymi barwami zostały: czarny i biały (na cześć swojej przeszłości) oraz srebrny i morski (barwy wody w porcie Adelaide).

## Sukcesy w AFL
- Mistrzostwo ligi:

2004
- Wicemistrzostwo ligi:

2007

## Showdown
Od 1997 roku, Port Adelaide FC rozgrywa w sezonie AFL minimum dwa mecze derbowe z Adelaide FC. Są to najważniejsze wydarzenia sportowe w mieście.

## Ciekawostki
Oddanym kibicem „Power” jest słynny australijski kolarz – Stuart O’Grady.